# イトーヨーカドー春日部店
イトーヨーカドー春日部店（イトーヨーカドーかすかべてん）は、かつて埼玉県春日部市に存在した総合スーパー。2024年（令和6年）11月24日をもって閉店した。

## 概要
現在の店舗は二代目。初代（1972年 〜 1996年）の店舗は向いの旧大塚家具春日部ショールーム（2018年に閉店）の建物として現存する。売り場は地下1階から地上5階で、食品や衣料品、生活雑貨、文具などを取り扱った。
『クレヨンしんちゃん』に登場するスーパーマーケット「サトーココノカドー」のモデルとなった店舗で、2017年にそれに合わせて屋上看板が一時的に「サトーココノカドー」仕様に変更された。改名して営業する際、それに関するグッズが販売されている。
2024年7月26日、同年11月24日付で閉店することを店舗公式サイトにて発表。その後当初の発表通り、2024年11月24日19時をもって閉店した。防犯上の理由などから閉店セレモニーは行われなかったが、営業最終日には地元住民やクレヨンしんちゃんのファン達が詰めかけて同店の閉店を惜しんだ。
なお、店内にあった『クレヨンしんちゃん』の展示物は2025年1月21日に春日部市役所と春日部駅前の観光案内所「ぷらっとかすかべ」に移設された（春日部市役所には野原家の4人のモニュメントを移設した上で愛犬シロのモニュメントを追加、観光案内所「ぷらっとかすかべ」にはしんちゃんとひまわりのモニュメントなどを移設）。
閉店後も屋上看板の照明は引き続き点灯されている。これは、閉店による街の暗化や人流の減少が予想される中、防犯面への配慮から、春日部市がセブン&アイ・ホールディングスに対して屋上看板の点灯継続を要請したためである。なお、看板の点灯をいつまで続けるかについては未定である。

## 沿革
- 1996年（平成8年）12月4日 - 現在の店舗がオープン[4]。それまでの旧店舗は居抜きで大塚家具春日部店（後の春日部ショールーム）となり、1997年4月に開店する[12]。
- 2017年（平成29年）
  - 4月9日 - 『クレヨンしんちゃん』の25周年を記念して4月16日までの期間限定で、屋上看板などを「サトーココノカドー」ブランドに変更（「クレヨンしんちゃん#社会的影響・商業展開」も参照）[13]。ほぼ同時期に「みさえ ザ・バーゲン」と称されるセールイベントも開催された。
  - 12月15日 - 店内で『クレヨンしんちゃん展』が開催され、翌年1月8日までの期間限定で、屋上看板などを再び「サトーココノカドー」ブランドに変更[14][15]。
- 2018年（平成30年）
  - 4月11日 - 『クレヨンしんちゃん』の新作映画の公開を記念して6月3日までの期間限定で、屋上看板などを三度目となる「サトーココノカドー」ブランドに変更[16][17]。
  - 7月21日 - 店舗内3階に埼玉県の「アニメだ！埼玉 発信スタジオ」と称される県内ゆかりのアニメや漫画を紹介する観光施設が開設される[18]。
- 2024年（令和6年）11月24日 - 閉店[8][1]。

## フロア
| 階   | フロア概要                                 |
| ---- | ------------------------------------------ |
| 5階  | 飲食・イベント・専門店のフロア             |
| 4階  | 暮らし・文具・ファンシー雑貨・玩具のフロア |
| 3階  | 紳士・子供ファッションのフロア             |
| 2階  | 婦人ファッションのフロア                   |
| 1階  | 服飾雑貨のフロア                           |
| B1階 | 食品のフロア                               |

## ギャラリー

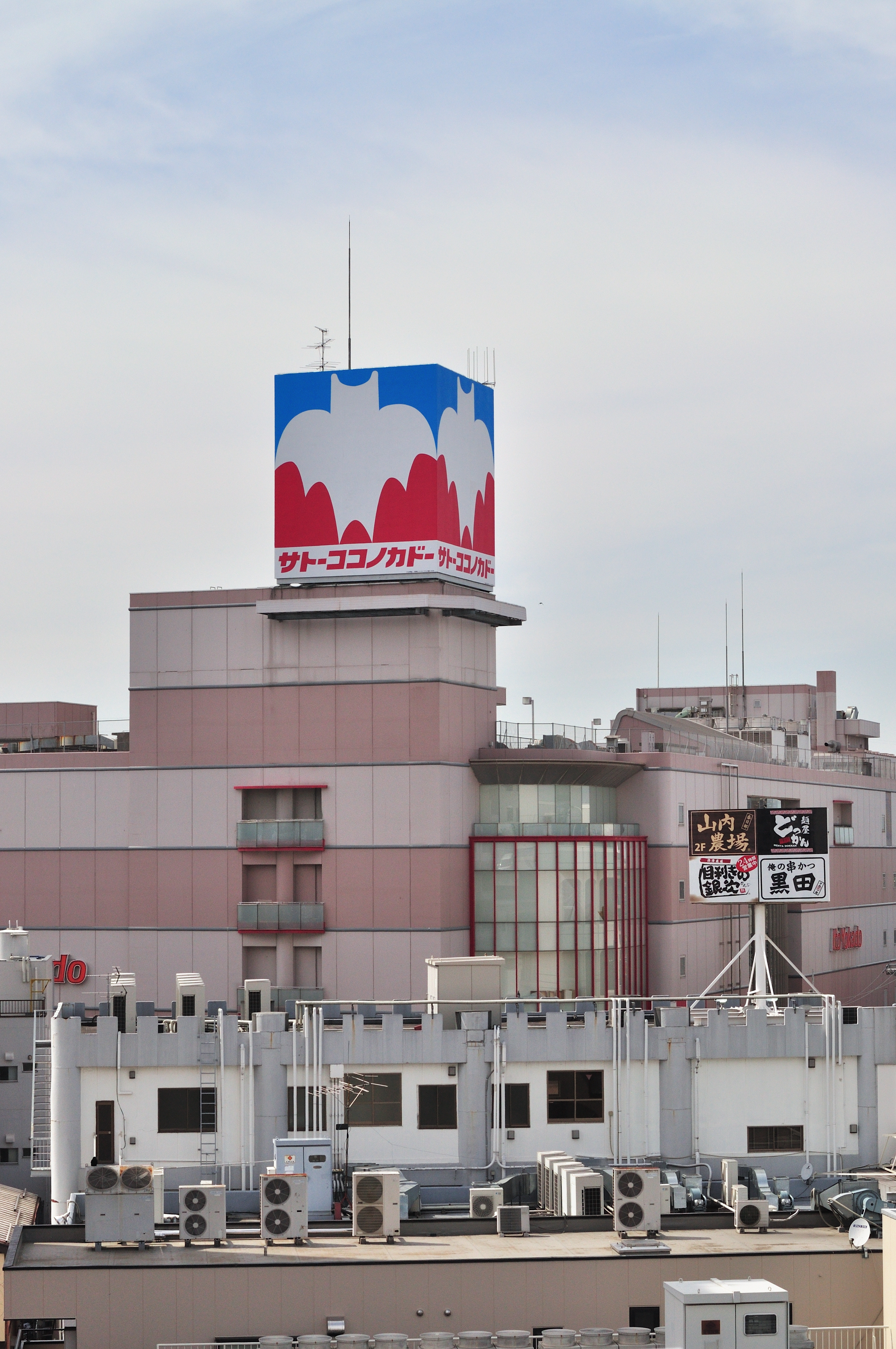
クレヨンしんちゃん25周年記念コラボレーションのサトーココノカドーの屋上看板